# كارل مونرو (لاعب كرة قدم)
كارل مونرو (بالإنجليزية: Karl Munroe)‏ هو لاعب كرة قدم بريطاني في مركز الدفاع، ولد في 23 سبتمبر 1979 في مانشستر في المملكة المتحدة. لعب مع سوانزي سيتي وماكليسفيلد تاون ونادي ألترينتشام ونادي اتحاد مانشستر ونادي هاليفاكس تاون ونادي هايد إف سي.

## وصلات خارجية
- كارل مونرو (لاعب كرة قدم) على موقع قاعدة بيانات كرة القدم.إي يو (الإنجليزية)
- كارل مونرو (لاعب كرة قدم) على موقع Soccerbase.com (لاعب) (الإنجليزية)